# Kačerov (metropolitana di Praga)
Kačerov è una stazione della linea C della metropolitana di Praga.

## Storia
La stazione è stata attivata il 9 maggio 1974, come parte della sezione originale della linea C tra Sokolovská e questa stazione.

## Strutture e impianti
La stazione è sotterranea ed è dotata di due binari, serviti da una banchina centrale.

## Servizi
- Biglietteria
- Servizi igienici

## Interscambi
- Fermata autobus (linee 106, 113, 157, 189, 196, 215, 333, 138, 139, 150, 193)[2]
- Stazione ferroviaria (Praga Kačerov, sulle linee S8 e S88 del servizio ferroviario suburbano di Praga)[2]